# Морозов, Захар Саввич
Захар Саввич Морозов (1802, деревня Зуево Богородского уезда Московской губернии — 1857, Москва) — предприниматель, фабрикант, основатель «Компании Богородско-Глуховской мануфактуры». Сын Саввы Васильевича Морозова.

## Биография
Захар Саввич родился в 1802 году в деревне Зуево Богородского уезда Московской губернии. Захар Саввич Морозов — второй сын Саввы Васильевича Морозова.
В 1840-х годах ему от отца отошло небольшое отделение Зуевской фабрики Саввы Васильевича Морозова, которое на деле было раздаточной конторой и красильно-белильным заведением. В 1842 году Захар Саввич перенёс заведение из Богородска в село Глухово. Там он приобрел 180 десятин земли. В 1844 году он первым из семьи Морозовых открыл механическую фабрику, на которой работало 450 человек.

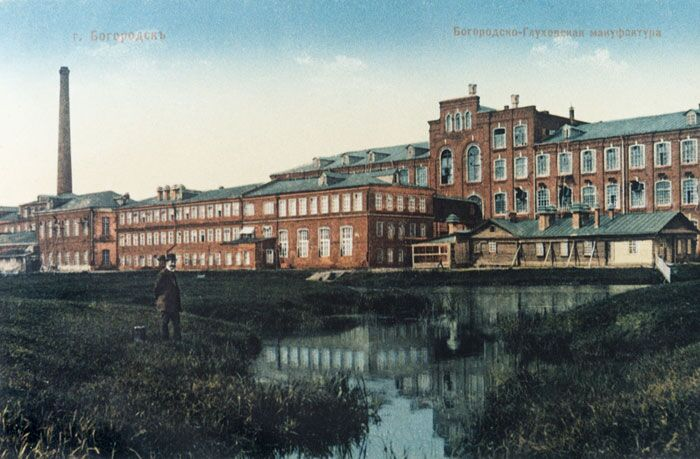
Богородско-Глуховская мануфактура

В 1823 году у Захара Морозова родился сын Иван.
В 1847 году в селе Глухово основал текстильное производство и 1855 году уже на его основе была создана «Компания Богородско-Глуховской мануфактуры» — паевое товарищество.
Захар Саввич Морозов — потомственный почётный гражданин, богородский купец 1-й гильдии.
Когда Захар Саввич умер в 1857 году, его дело продолжили сыновья Иван и Андрей. Они расширили прядильную и ткацкую фабрики. В 1870 году построили красильную и набивную фабрики в селе Зуево.
В честь Захара Саввича Морозова свое название получила станция Захарово, которая расположена неподалеку на берегу реки Клязьмы.
В 1914 году на прядильно-ткацкой фабрике и отбельно-красильной фабрике, фабрике ручного ткачества работало около 12 тысяч человек.
Перед революцией 1917 года это предприятие было самым крупным предприятием Московской губернии.